# Woody Shaw
Woody Shaw (Laurinburg, 24 de diciembre de 1944 - 10 de mayo de 1989) fue un trompetista y compositor estadounidense de jazz.  

## Biografía
Nacido en Laurinburg, la infancia de Shaw transcurrió en Newark, Nueva Jersey, donde comenzó a tocar la corneta sin pistones a la edad de 9 años. Dos años más tarde, por pura casualidad, adopta su instrumento definitivo, tomando clases de trompeta de Jerome Ziering, un profesor a quien el propio Shaw atribuye una gran influencia en su desarrollo temprano como músico. Shaw demostró una gran capacidad, con oído absoluto y memoria fotográfica, y como resultado de ello sus profesores lo inscribieron dos cursos por delante del que le correspondía por edad en el Arts High School, una institución por donde habían pasado nombres tan notables como los de Wayne Shorter, Sarah Vaughan o Larry Young.
Las primeras influencias de Shaw fueron Louis Armstrong, Fats Navarro, Miles Davis, Kenny Dorhman, Freddie Hubbard, Lee Morgan y, especialmente, Dizzy Gillespie, con quien el padre de Shaw -un cantante de gospel- había acudido a la High School. En 1963 da comienzo su carrera profesional grabando con Willie Bobo y Eric Dolphy, quien, al año siguiente, invita a Shaw a acompañarle a París. A pesar de la repentina muerte de Dolphy, justo antes del proyectado viaje, Shaw decide ir de todas formas a la capital francesa, donde se establece con su amigo Nathan Davis al lado de figuras como Bud Powell, Kenny Clarke o Art Taylor. En tal compañía, el trompetista frecuenta Londres y Berlín, pero en 1964 decide regresar a Estados Unidos, para unirse al quinteto del pianista Horace Silver, con quien permanece durante el bienio 1965-66. Durante el resto de la década trabaja con Chick Corea (1966-67) , Jackie McLean (1967), Booker Ervin (1968), McCoy Tyner (1968), Max Roach (1968-69) y Andrew Hill (1969).
La década de los 70 se inicia con colaboraciones con Pharoah Sanders, Hank Mobley, Gary Bartz, Archie Shepp o Joe Henderson, quien lo contrata para su quinteto en 1970. Desde 1971 hasta 1973 forma parte de los famosos Jazz Messengers de Art Blakey, y tras ese período se establece en San Francisco para co-liderar un proyecto junto a Bobby Hutcherson. En 1975 vuelve a Nueva York junto al baterista Louis Hayes, con quien forma un quinteto a nombre de ambos.  En 1977 Shaw, influenciado por la música modal de Coltrane y el hard bop de corte más clásico, lidera varios grupos bajo su nombre. En 1978 firma con Columbia Records para editar una serie de álbumes hoy ya clásicos. Desde ese año y hasta 1983, Shaw mantiene un quinteto relativamente estable, que incluía, entre otros, al trombonista Steve Turre y al pianista Mulgrew Miller, pero a partir de esa fecha se suceden numerosos formaciones en las distintas agrupaciones bajo su nombre.
Durante sus últimos años le había sido diagnosticada una enfermedad incurable en los ojos que le estaba haciendo perder progresivamente la visión, lo que dificultaba su carrera profesional. El 27 de febrero de 1989, en circunstancias poco claras, Shaw sufrió un atropello en el metro de Brooklyn, lo que le ocasionó importantes daños en su brazo izquierdo. El 10 de mayo de 1989, tras diversas complicaciones, fallece por problemas de riñón.

## Estilo y valoración
Woody Shaw fue uno de los músicos de mayor talento y más innovadores de su generación, y a pesar de su temprana y trágica muerte, ha dejado un legado de enorme influencia en el jazz contemporáneo. Inspirado a partes iguales por su formación clásica, por los experimentos modales de John Coltrane y Eric Dolphy en la década de los 60 y por los desarrollos post-bop de esa misma década, la obra de Shaw a través de la cambiante década de los 70 y la difícil década de los 80, ha resultado el terreno de cultivo ideal donde han surgido las nuevas generaciones de jóvenes leones que, como Wynton Marsalis, son figuras de máxima referencia en el jazz tradicional contemporáneo. Woody Shaw pasará sin duda a la historia como uno de los grandes innovadores, líderes y mentores de la historia del jazz.

## Discografía parcial

### Como líder
- 1971: Blackstone Legacy (Contemporary Records) con Ron Carter, Clint Houston, Lenny White, George Cables, Gary Bartz, Bennie Maupin.
- 1972: Song of Songs (OJC) con Bennie Maupin, George Cables, Steve Turre, Cecil McBee, Onaje Allan Gumbs.
- 1974: The Moontrane (Muse) con Azar Lawrence, Cecil McBee, Buster Williams.
- 1975: San Francisco Express (Reynolds) con Patrick Gleeson, Julian Priester, Norman Williams.
- 1976: Love Dance (Muse) con Steve Turre, Billy Harper, Joe Bonner, Cecil McBee, Victor Lewis, Guilherme Franco.
- 1976: Little Red's Fantasy (32 Jazz) con Ronnie Mathews, Stafford James, Frank Strozier, Eddie Moore.
- 1977: Rosewood (Columbia) con Steve Turre, Joe Henderson, Victor Lewis.
- 1978: Stepping Stones: Live at the Village Vanguard (Columbia) con Carter Jefferson, Onaje Allan Gumbs, Clint Houston, Victor Lewis.
- 1981: The Iron Men (Muse) con Anthony Braxton, Cecil McBee, Arthur Blythe, Muhal Richard Abrams, Joe Chambers, Victor Lewis).
- 1982: Lotus Flower (Enja) con Steve Turre, Mulgrew Miller.
- 1983: Setting Standards (Muse) con Cedar Walton, Buster Williams, Victor Jones.
- 1985: Double Take con Freddie Hubbard, Cecil McBee,  Carl Allen, Mulgrew Miller y Kenny Garrett.
- 1986: Bemsha Swing Live (Blue Note Records) con Geri Allen, Robert Hurst.
- 1986: Solid (Camden) con Kenny Garrett, Kenny Barron, Kirk Lightsey, Peter Leitch.
- 1987: The Eternal Triangle con Freddie Hubbard, Ray Drummond, Carl Allen, Mulgrew Miller y Kenny Garrett.

### Como acompañante
Con Eric Dolphy
- Iron Man (1963)

Con Larry Young
- Unity (1965)

Con Horace Silver
- The Cape Verdean Blues (1965)

Con Chick Corea
- Tones for Joan's Bones (1966)

Con Andrew Hill
- Grass Roots (1968 [2000])
- Lift Every Voice (1969 [2001])
- Passing Ships (1969 [2003])

Con Bobby Hutcherson
- Cirrus (1974)

Con Pharoah Sanders

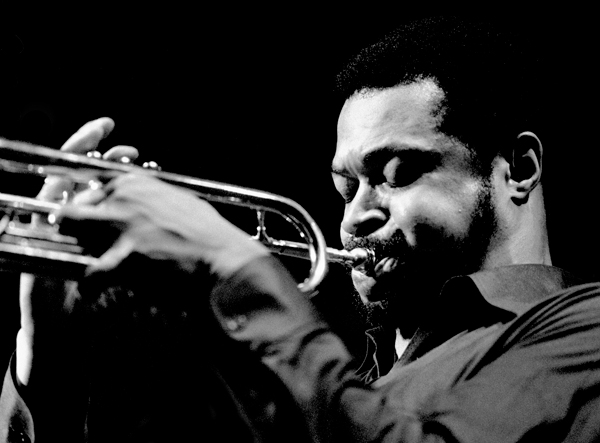
Woody Shaw (1979)

- Deaf Dumb Blind (Summun Bukmun Umyun) (1970)

Con Joe Zawinul
- Zawinul (1970)

Con Joe Henderson
- At the Lighthouse (1970)